# Monkey D. Luffy
Monkey D. Luffy (jap. モンキー・D・ルフィ Monkī D. Rufi) – główny bohater anime i mangi One Piece, stworzonej przez Eiichiro Odę. Luffy zadebiutował w pierwszym rozdziale jako młody chłopiec, który zyskał gumowe ciało po zjedzeniu gum-gumowocu (jap. ゴムゴムの実 Gomu Gomu no Mi), później okazuje się, że ten diabelski owoc to tak naprawdę Hito Hito ni Mi (Model: Nika).
Wypływa z morza East Blue na Grand Line, by znaleźć legendarny skarb, One Piece, pozostawiony tam przez króla piratów, Gol D. Rogera. Jako kapitan załogi Słomkowego Kapelusza rekrutuje nowych członków, walczy z wrogami i pomaga mieszkańcom odwiedzanych wysp. Zwykle radosny, lecz podczas walk potrafi stać się poważny. Używa swojej sprężystości, by zwiększyć siłę i zasięg ataków.
Luffy pojawia się w większości odcinków, filmów i odcinków specjalnych. Z powodu międzynarodowej popularności serii Luffy stał się jedną z najbardziej rozpoznawanych postaci z anime.

## Umiejętności
Monkey D. Luffy jest jedną z osób, które zjadły jeden z bardzo rzadkich diabelskich owoców – owoców, dających posiadaczowi pewną nadludzką umiejętność. Owocem, który zjadł, był gum-gumowoc z rodziny Paramecia. Dzięki niemu, Luffy stał się człowiekiem-gumą. Może rozciągać swoje ciało na duże odległości, daje mu to także ogromną wprost wytrzymałość na ataki z zewnątrz oraz całkowitą wytrzymałość na elektryczność. Dzięki swojej ogromnej wyobraźni był w stanie stworzyć dużą ilość ataków, pomagających mu w walce. Oto lista pokazanych dotychczas ruchów:

### Ataki
- Gum-gumowy pistolet (jap. ゴムゴムの銃 (ピストル)  Gomu Gomu no Pisutoru) – bardzo prosty atak, wykorzystujący zasadę sprężystości. Polega on na odciągnięciu pięści na duży dystans, po czym uderzeniu z wykorzystaniem siły z kurczącego się ramienia.
- Gum-gumowa rakieta (jap. ゴムゴムのロケット Gomu Gomu no Roketto) – ciekawa metoda transportu. Luffy dwoma rękoma łapie się jakiegoś obiektu, odchodzi na daną odległość i zostaje wyrzucony.
- Gum-gumowy młot (jap. ゴムゴムの槌 Gomu Gomu no Tsuchi) – Luffy skręca swoje ręce naokoło siebie, łapie przeciwnika za głowę i wirującego, wbija w ziemię.
- Gum-gumowy balon (jap. ゴムゴムの風船 Gomu Gomu no Fūsen) – Luffy nadyma się jak balon, dzięki temu może np. odbijać kule armatnie.
- Gum-Gumowy Sierp (jap. ゴムゴムの鎌 Gomu Gomu no Kama) – Luffy łapie się stałego przedmiotu (np. słupa) za przeciwnikiem i przy pomocy „rakiety” wystrzeliwuje się w stronę wroga. Wyciąga rękę w bok i z siłą odrzutu uderza nią w przeciwnika.
- Gum-gumowa bazooka (jap. ゴムゴムのバズーカ Gomu Gomu no Bazūka) – Luffy uderza przeciwnika dwiema otwartymi rękami.
- Gum-gumowy gatling (jap. ゴムゴムの銃乱打 (ガトリング)  Gomu Gomu no Gatoringu) – Luffy wykonuje serię błyskawicznych uderzeń.
- Gum-gumowa włócznia (jap. ゴムゴムの槍 Gomu Gomu no Yari) – Luffy wyskakuje w powietrze, złącza nogi i wystrzeliwuje nimi w przeciwnika.
- Gum-gumowy dzwon (jap. ゴムゴムの鐘 Gomu Gomu no Kane) – Luffy rozciąga swoją szyję, a potem wykorzystując siłę kurczącej się szyi uderza swoją głową w głowę przeciwnika.
- Gum-gumowa kosa (jap. ゴムゴムの大鎌 Gomu Gomu no Ōgama) – większa wersja gum-gumowego sierpa. Luffy używa „rakiety”, po czym rozciąga na boki swoje ręce, które zgarniają przeciwników.
- Gum-gumowy topór (jap. ゴムゴムの斧 Gomu Gomu no Ono) – Luffy wyciąga jedną nogę w górę i uderza nią przeciwnika.
- Gum-gumowy mega-młot (jap. ゴムゴムの大槌 Gomu Gomu no Ōzuchi) – Większa wersja gum-gumowego młota. Luffy wykonuje to samo, tylko zamiast rękoma – nogami.
- Gum-gumowy pocisk (jap. ゴムゴムの銃弾 (ブレット)  Gomu Gomu no Buretto) – działa na tej samej podstawie co „pistolet”, jednak zamiast po skurczeniu się ręki polecieć dalej w stronę przeciwnika, Luffy staje obok niego i wbija mu ją w brzuch.
- Gum-gumowy wiatrak (jap. ゴムゴムの風車 Gomu Gomu no Kazaguruma) – Luffy wbija nogi w ziemię i okręca się wokół własnej osi. Łapie przeciwnika za głowę i kręci się, powracając do pionu. Niszczy wszystko w około ciałem przeciwnika.
- Gum-gumowy wirujący karabin (jap. ゴムゴムの回転弾 (ライフル)  Gomu Gomu no Raifuru) – Luffy obraca swoją rękę o bardzo dużo stopni i za pomocą uderzenia i obrotu ręki uderza przeciwnika z dużą siłą.
- Gum-gumowy wulkan (jap. ゴムゴムの火山 Gomu Gomu no Kazan) – Luffy wykonuje cios od dołu i uderza w podbródek przeciwnika wyrzucając go do góry.
- Gum-gumowy sztorm (jap. ゴムゴムの暴風雨 (ストーム)  Gomu Gomu no Sutōmu) – jest to przyśpieszony „gatling” z obrotem w powietrzu.
- Gum-gumowe fajerwerki (jap. ゴムゴムの花火 Gomu Gomu no Hanabi) – „gatling” z taką różnicą, że Luffy atakuje wszystkie cele dookoła. W dodatku nie używa tylko rąk, ale również nóg.
- Gum-gumowy bicz (jap. ゴムゴムの鞭 Gomu Gomu no Muchi) – Luffy atakuje jedną nogą przeciwnika w dolną część ciała.
- Gum-gumowy czerwony jastrząb (jap. ゴムゴムの拳銃 (レッドホーク) Gomu Gomu no Reddo Hōku) – Luffy używa gear second, po czym utwardza rękę dominacją i uderza przeciwnika płonącą ręką, dzięki sile tarcia.

### Techniki specjalne
Gear second (jap. ギア2 (セカンド)  Gia Sekando) – Luffy wykorzystuje swe nogi jako pompy krwi, w ten sposób wzrasta ciśnienie krwi w ciele Luffy’ego, a dzięki temu jest znacznie szybszy i silniejszy. Niestety Luffy nie potrafi utrzymać tej techniki długo ponieważ ciśnienie jest za wysokie nawet dla człowieka-gumy. Ta technika działa jak sterydy. Luffy, podwyższając temperaturę swojego ciała, automatycznie wyniszcza swój organizm. Gdy używa tej techniki to jego ataki są silniejsze i szybsze.
Gear third (jap. ギア3 (サード)  Gia Sādo) – Luffy może „napompować” każdą kość w swoim ciele, zwiększając wielkość swojej ręki lub nogi, dzięki czemu jego siła gwałtownie wzrasta. Dawniej po użyciu tej techniki kurczył się.
Gear fourth (jap. ギア4 (フォース) Gia Fōsu) – Luffy uaktywnia tę technikę, gryząc się w przedramię nasycone wcześniej dominacją. Podobnie jak w przypadku gear third ciało Luffy’ego zostaje napompowane powietrzem wskutek czego jest znacznie większe niż normalnie. Przy wykorzystaniu tej techniki ciało użytkownika staje się mniej więcej dwukrotnie większe, a kończyny zostają nasycone dominacją. Niewątpliwą zaletą tej techniki jest fakt, że Luffy może poruszać się w powietrzu ze sporą szybkością, dzięki czemu może walczyć na równi przeciwko Doflamingo. Sam królewski wojownik mórz przyznaje, że Luffy jest zdecydowanie silniejszy niż w swoich pozostałych formach.
Gear fifth (jap. ギア 5 (フィフス)) – forma obudzenia Gomu Gomu no Mi, która wzmacnia gumowe ciało użytkownika. Pozwala również użytkownikowi na manipulowanie i transformowanie otoczenia, podobnie jak w przypadku obudzenia typu Paramecia, ale ma również wpływ na pobliskie żywe istoty. Luffy osiągnął tę zdolność podczas swojej ostatniej walki z Kaidou na Onigashima.
Dominacja (jap. 覇気 Haki) – tajemnicza siła występująca w każdej żywej istocie na świecie. Nie różni się niczym od normalnych zmysłów. Jednakże większość ludzi nie zauważa jej lub nie udało im się jej obudzić. Istnieją dwa typy dominacji wspólne dla wszystkich, które można wytrenować poprzez długi trening, ale jest jeszcze jeden trzeci typ dostępny tylko dla wąskiej grupy „wybrańców”. Inaczej mówiąc, dominacja to zdolność do wyczuwania duchowej energii, dzięki której łatwiej pokonać przeciwników.

## Wygląd
Luffy ma krótkie, rozczochrane czarne włosy, ciemne oczy i bliznę pod lewym okiem, którą zrobił sobie gdy chciał udowodnić Shanksowi, że jest już dorosły i nie boi się bólu. Jest chudy, często ma uśmiech na twarzy. Później zyskał kolejną bliznę, tym razem na klatce piersiowej, w kształcie litery „X”.

## Osobowość
Luffy to przygodowy młodzieniec, który prawie nigdy nie dostrzega problemów. Niektórzy nawet twierdzą, że jest narwany i nigdy nie myśli racjonalnie, choć nie wiadomo, czy to prawda, a wiadomo, że mimo to, jest on kapitanem swej załogi. Jedyne co go obchodzi to aby się porządnie najeść i przeżyć jak najwięcej przygód. Jest silny, odważny i zdeterminowany i nie boi się śmierci. W chwilach niebezpieczeństwa, dla Luffy’ego nie istnieje coś takiego jak przegrana. Jego marzeniem jest zostać królem piratów, przez co jego determinacja przysporzyła mu wielu przygód, ale i problemów. Gdy już podejmie jakąś decyzje, bardzo trudno jest przekonać go by ją zmienił.

## Pojedynki Luffy’ego
Luffy często wdaje się w różne bójki. Na początku serii pokonywał przeciwników by zdobyć załogę, udowadniając, że jest dobrym i zaufanym kompanem.
- Luffy kontra Higuma
- Luffy kontra Portgas D. Ace (wiele razy)
- Luffy kontra Sabo (wiele razy)
- Luffy kontra władca okolicznych wód
- Luffy kontra Alvida
- Luffy i Roronoa Zoro kontra Morgan i Helmeppo
- Luffy kontra Coby (po pokonaniu Morgana)
- Luffy kontra Moji i Ritchie
- Luffy i Nami kontra Buggy
- Luffy kontra Kuro
- Luffy kontra Zeff
- Luffy kontra Don Krieg
- Luffy i Sanji kontra Muumu
- Luffy i Muumu (jako broń) kontra załoga Arlonga
- Luffy kontra Arlong
- Luffy kontra Smoker (Logue Town)
- Luffy kontra Laboon
- Luffy kontra Zoro kontra Mr. 5 i Miss Valentine
- Luffy kontra Dorry
- Luffy, Usopp, Carue, Zoro, Nami i Nefertari Vivi kontra Mr. 3 i Miss Golden Week
- Luffy kontra Wapol
- Luffy kontra Crocodile (pustynia)
- Luffy kontra Crocodile (pałac)
- Luffy kontra Crocodile (grobowiec)
- Luffy kontra Bellamy
- Luffy kontra Białe Berety
- Luffy, Usopp i Sanji kontra Satori
- Luffy kontra Wiper
- Luffy kontra Enel
- Luffy kontra Foxy
- Luffy, Zoro, Sanji, i Nico Robin kontra admirał Niebieski Bażant
- Luffy, Zoro, Sanji i Tony Tony Chopper kontra rodzina Franky’ego
- Luffy kontra Usopp
- Luffy kontra Franky kontra pracownicy Galley-La Company
- Luffy, Zoro i Paulie kontra CP9
- Luffy kontra Marynarka (Enies Lobby)
- Luffy kontra Blueno
- Luffy kontra Rob Lucci (Enies Lobby)
- Luffy i Zoro kontra Coby i Helmeppo (Water 7)
- Luffy kontra Gekko Moria (używający Dopplemana)
- Luffy kontra Gekko Moria (zamek)
- Luffy kontra Oars i Gekko Moria
- Słomkowi i Brook kontra Oars
- Luffy kontra Gekko Moria (w formie Shadow Asgard)
- Słomkowi kontra Latający Rybojeźdźcy
- Luffy kontra Charlos
- Luffy, Eustass Kid i Trafalgar Law kontra Marynarka
- Słomkowi kontra PX-4
- Luffy kontra Sentoumaru
- Słomkowi kontra Bartholomew Kuma
- Luffy kontra Bacura
- Luffy kontra Boa Sandersonia i Boa Marigold
- Luffy i Buggy kontra Blue Gorillas
- Luffy kontra bazyliszek
- Luffy, Buggy i Mr. 3 kontra sfinks
- Luffy, Buggy, Mr. 3 i Mr. 2 Bon Clay kontra Minotaurus
- Luffy kontra Magellan (czwarty poziom)
- Luffy, Jinbe i Crocodile kontra Minorhinoceros, Minokoala i Minozebra (czwarty poziom)
- Luffy kontra Hannyabal
- Luffy kontra Czarnobrody
- Luffy i Jinbe kontra bestie więzienne (pierwszy poziom)
- Luffy, Mr. 3 i więźniowie kontra Magellan (pierwszy poziom)
- Luffy kontra Hina
- Luffy kontra Smoker (Marineford)
- Luffy kontra Dracule Mihawk
- Luffy kontra Niebieski Bażant, Żółta Małpa i Czerwony Pies
- Luffy kontra Momonga i Dalmatian
- Luffy kontra Coby (Marineford)
- Luffy kontra Monkey D. Garp
- Luffy i Mr. 3 kontra admirał Marynarki Wojennej Sengoku
- Luffy i Ace kontra Marynarka
- Luffy kontra Jinbe (Amazon Lily)
- Luffy, Jinbe i Rayleigh kontra Marynarka
- Luffy kontra fałszywy Luffy, fałszywa Nami, fałszywy Snajperking i fałszywy Franky
- Luffy kontra PX-5
- Słomkowi kontra Surume
- Luffy kontra Hammond, Hyouzou i Kasagoba
- Luffy kontra Vander Decken IX
- Luffy kontra Wadatsumi
- Luffy kontra Jinbe (Morski Las)
- Słomkowi, Jinbe i Surume kontra nowa załoga ryboludzi
  - Luffy kontra Hody Jones
- Luffy i Zoro kontra smok w Punk Hazard
- Luffy i Robin kontra centaury
- Luffy, Zoro, Usopp i Robin kontra Brązowobrody i jego centaury
- Luffy i Franky (w ciele Choppera) kontra Yeti Cool Brothers
- Luffy kontra Smoker (w ciele Tashigi) i Tashigi (w ciele Smokera)
- Luffy kontra Caesar Clown (na zewnątrz PH-006)
- Luffy kontra Run
- Luffy kontra Caesar Clown (w biurze Caesara)
- Luffy kontra Monet
- Luffy kontra Caesar Clown (pierwsze piętro bloku R)
- Luffy kontra Spartan
- Luffy kontra Cavendish kontra Chinjao
- Luffy vs. gladiatorzy bloku C w Koloseum Corrida
  - Luffy kontra Hajrudin
  - Luffy kontra Jean Ango
  - Luffy kontra Chinjao
- Luffy kontra Cavendish (przerwana przez Chinjao)
- Luffy kontra Rebecca
- Luffy i Zoro kontra strażnicy Doflamingo
- Luffy kontra Gladius
- Luffy kontra Donquixote Doflamingo
- Luffy, Zoro i Trafalgar Law kontra Machvise, Senor Pink i Dellinger
- Luffy kontra Pica (nowy królewski płaskowyż)
- Luffy kontra załoga Donquixote
- Luffy i Cavendish kontra ogromni zabawkowi żołnierze (przerwana przez Bartolomeo)
- Luffy i Trafalgar Law kontra Donquixote Doflamingo, Trebol i Bellamy (pod kontrolą Doflamingo)
- Luffy kontra Bellamy
- Luffy i Trafalgar D. Water Law kontra Donquixote Doflamingo i Trebol
- Luffy kontra Donquixote Doflamingo (dach pałacu/ulice Dressrosy)
- Luffy kontra Isshou (przerwana przez Hajrudina)
- Luffy kontra Roddy
- Luffy kontra Charlotte Brûlée (jako Luffy)
- Luffy i Nami kontra Charlotte Cracker
- Luffy kontra Vinsmoke Sanji
- Luffy i Nami kontra armia Big Mom
  - Luffy i Nami kontra szachowi żołnierze
  - Luffy kontra Charlotte Opera
  - Luffy kontra Charlotte Mont-d’Or, Charlotte Counter i Charlotte Cadenza
- Luffy kontra strażnicy Whole Cake Chateau
  - Luffy kontra szachowi żołnierze
  - Luffy kontra Charlotte Counter
- Luffy kontra Charlotte Katakuri
- Luffy i Sanji kontra Charlotte Linlin i Zeus
- Drużyna Odzyskania Sanjiego kontra załoga Big Mom
  - Luffy i Jinbe vs. Prometheus
- Luffy kontra Charlotte Katakuri (Thousand Sunny)
- Luffy kontra Charlotte Katakuri (Lustrzany Świat)
- Luffy kontra dwóch członków załogi Bestii (plaża Kuri)
- Luffy i Zoro kontra Basil Hawkins i jego załoga
- Luffy kontra Kaido (kraj Wano)

## Ubiór
Luffy zawsze nosi swój słomkowy kapelusz, który jest jego znakiem rozpoznawczym i przez który zyskał swój przydomek „Słomkowy Kapelusz Luffy”. Kapelusz ten otrzymał od legendarnego pirata „Rudowłosego” Shanksa. Do części jego garderoby zaliczają się także krótkie dżinsowe spodenki, sandały oraz czerwona kamizelka. Luffy przez większość odcinków jest ubrany tak samo w przeciwieństwie do Nami, Robin, czy Zoro. Luffy zmienia swój wygląd ubierając płaszcze lub kurtki w zależności od pogody panującej na danej wyspie (np. wyspa Drum lub Alabasta) powraca do swojego tradycyjnego stroju po odpłynięciu z danej wyspy. Jednakże od wydarzeń na Enies Lobby zmienia swoje ubranie. Podczas walki z CP9 zmienił swoje niebieskie spodenki na czarne. Spowodowane to było tym, że miały kieszenie, w których mógł nosić jedzenie. Na Thriller Bark Słomkowy Kapelusz ubiera czerwone spodenki oraz pomarańczową koszulkę. Natomiast od przybycia do archipelagu Sabaody ma błękitną kamizelkę.

## Rodzina
Jego dziadkiem jest Monkey D. Garp, który jest bohaterem Marynarki. Jego ojcem jest najgroźniejszy przestępca na świecie, przywódca rewolucjonistów: Dragon. Ma także dwóch przybranych braci: Portgas D. Ace’a i Sabo, a także przybraną matkę, Curly Dadan.